# Megachile matsumurai
Megachile matsumurai là một loài Hymenoptera trong họ Megachilidae. Loài này được Hirashima & Maeta mô tả khoa học năm 1974.